# Nelson Díaz
Nelson Díaz (12 stycznia 1942) – piłkarz urugwajski, obrońca.
Jako piłkarz klubu CA Peñarol wziął udział razem z reprezentacją Urugwaju w finałach mistrzostw świata w 1966 roku, gdzie Urugwaj dotarł do ćwierćfinału. Díaz nie zagrał w żadnym spotkaniu. Nigdy również nie wziął udziału w turnieju Copa América.
Razem z Peñarolem zwyciężył w turnieju Copa Libertadores 1966.